# Garra (película)
Garra (en inglés, Hustle) es una película de comedia dramática deportiva estadounidense de 2022 dirigida por Jeremiah Zagar, a partir de un guion de Taylor Materne y Will Fetters. La película está protagonizada por Adam Sandler como un cazatalentos de la NBA que descubre a un jugador de talento en bruto en España (Juancho Hernangómez) y trata de prepararlo para el Draft de la NBA. Queen Latifah, Ben Foster y Robert Duvall también protagonizan, mientras que LeBron James actúa como productor a través de su empresa SpringHill Company.
Garra tuvo un estreno limitado en cines el 3 de junio de 2022, seguido de un estreno en Netflix el 8 de junio de 2022. La película recibió críticas positivas de los críticos, y la actuación de Sandler recibió elogios.

## Argumento
Stanley Sugerman es un cazatalentos internacional envejecido de los Philadelphia 76ers de la NBA, que vive la vida en la carretera en busca de futuras estrellas. Sus frecuentes viajes afectan a su esposa Teresa y su hija Alex. Si bien el propietario de los 76ers, Rex Merrick, le gusta, choca filosóficamente con el hijo de Rex, Vincent. Rex asciende a Stanley a entrenador asistente, lo que le permitirá quedarse en casa con su familia. Sin embargo, la misma noche, Rex fallece, dejando a Vince a cargo del equipo. 
Tres meses después, Vince a devuelve a Stanley a su puesto de cazatalentos y lo envía al extranjero para encontrar una nueva estrella. Stanley se encuentra con su excompañero de equipo universitario Leon Rich, quien lo alienta a dejar los 76ers y unirse a él como agente de jugadores. Después de que se cancele el plan de Stanley de ojear a otro jugador en España, se encuentra con un partido callejero donde un jugador desconocido lo sorprende y muestra un talento increíble. Intenta hablar con el hombre, llamado Bo Cruz, pero este lo rechaza hasta que hace una llamada de Facetime a Dirk Nowitzki para demostrar su legitimidad. Bo y su madre Paola cuentan la historia de su vida: fue un jugador talentoso desde temprana edad y fue invitado a jugar en América a los 15 años, pero se quedó en España luego de que su novia quedara embarazada de su hija Lucía. Bo ahora trabaja en la construcción y gana dinero extra jugando baloncesto. 
Después de un entrenamiento impresionante con miembros de la selección española, Stanley insta a la directiva de los 76ers a fichar a Cruz de inmediato, pero Vincent no está convencido. Stanley toma el asunto en sus propias manos, trae a Cruz a los Estados Unidos por su cuenta y le dice a Bo que los Sixers lo firmarán o ingresará al draft de la NBA. En el aeropuerto, Bo es detenido por una condena por asalto agravado que recibió en España. Es puesto en libertad, pero se le advierte que podría ser deportado si fuera arrestado en Estados Unidos. Stanley lleva a Bo a jugar en una exhibición organizada por Leon, a la que también asiste la presunta segunda selección del draft, Kermit Wilts. Stanley le advierte a Bo que si domina a Wilts, aumentará significativamente sus posibilidades con los Sixers. Durante el entrenamiento, Cruz muestra destellos de talento, pero tiene problemas en la ofensiva y en la protección de Wilts, quien lo insulta y lo saca de su juego. 
Después de que Vince le dice a Stanley que no está interesado en Bo, Stanley abandona los 76ers y decide poner todo su esfuerzo en preparar a Cruz para el Draft Combine de la NBA dentro de seis semanas. Stanley le dice a Bo que su única debilidad es su sensibilidad y lo alienta a desarrollar su fortaleza mental. Teresa y Alex ayudan con el proceso de entrenamiento, preparando comidas y grabando entrenamientos. Bo mejora drásticamente gracias al entrenamiento de Stanley, pero Leon no puede llevarlo al Draft Combine después de que Vince difunde información sobre el cargo de asalto de Bo.
Bo está furioso con Stanley y finalmente revela que el cargo se debió a una pelea con el novio de la madre de Lucía después de que ella intentara reclamar la custodia exclusiva de Lucía. Stanley revela que su mano lesionada se debió a un accidente por conducir ebrio mientras estaba en la universidad, lo que descarriló la temporada de su equipo de baloncesto y lo metió en la cárcel durante seis meses. Con la confianza renovada, Stanley trabaja incansablemente para lograr que Bo entre en el Combine, sin éxito. 
Con el fin de crear interés, los Sugerman reclutan a Julius Erving para crear un video viral de "Boa Challenge", donde las personas, incluido el jugador de los 76ers Tobias Harris, intentan anotarle a Bo por dinero. Cruz finalmente es aceptado en el Combine y Stanley trae a Lucía y Paola a los Estados Unidos para que lo apoyen. Bo impresiona en el combine en el aspecto físico, pero debe enfrentarse nuevamente a Wilts en un juego de exhibición de cinco contra cinco. Cruz inicialmente se desempeña bien, pero se altera después de que Kermit comienza a hablar mal de la hija y la madre de Bo. Finalmente pierde los papeles, empujando a Wilts hasta el suelo y saliendo furioso del entrenamiento. Tanto Stanley como Bo creen que su viaje ha terminado. En el aeropuerto, a punto de irse de regreso a España, Leon llama a Stanley para invitarlo a un partido privado para jugadores y miembros de la oficina principal. Jugando sin presión por primera vez, Cruz bloquea a Wilts a la defensiva y demuestra sus habilidades ofensivas. La hija de Rex, Kat, quien reconoce el talento de Stanley, revela que reemplazará a su hermano Vince y vuelve a contratar a Stanley.
Cinco meses después, los 76ers y los Boston Celtics comienzan un partido entre ellos con Stanley como segundo entrenador de los Sixers y Bo jugando para los Celtics.

## Reparto
- Adam Sandler como Stanley Sugerman, un cazatalentos y entrenador de los 76ers
- Queen Latifah como Teresa Sugerman, esposa de Stanley Sugerman
- Ben Foster como Vince Merrick, hijo de Rex y copropietario de los 76ers
- Juancho Hernangómez como Bo Cruz, el jugador de baloncesto de Stanley reclutado en España
  - Silas Graham como El joven Bo Cruz
- Robert Duvall como Rex Merrick, padre de Vince y dueño de los 76ers
- Jordania Hull como Alex Sugerman, la hija de Stanley
- Heidi Gardner como Kat Merrick, la hija de Rex
- María Botto como Paola Cruz, la madre de Bo
- Ainhoa Pillet como Lucía Cruz, la hija de Bo
- Anthony Edwards como Kermit Wilt-Washington, jugador y rival de Bo
- Kenny Smith como Leon Rich, un agente deportivo y amigo de Stanley
- Fat Joe como Él mismo
- Willy Hernangómez como Willy Cruz, hermano de Bo Cruz
- Andrea Hernangómez como Andrea Cruz, hermana de Bo Cruz

Varios jugadores y entrenadores actuales y anteriores de la NBA se representan a sí mismos o a otros personajes. Trae Young, Jordan Clarkson, Khris Middleton, Aaron Gordon, Kyle Lowry, Seth Curry, Luka Dončić, Tobias Harris, Tyrese Maxey, Matisse Thybulle, Julius Erving, Charles Barkley, Shaquille O'Neal, Allen Iverson, Dirk Nowitzki, Brad Stevens, Doc Rivers y Sergio Scariolo se interpretan a sí mismos, mientras que Boban Marjanovic interpreta al "Gran serbio" y Moritz Wagner al "Haas" alemán. También aparecen los jugadores callejeros Grayson "The Professor" Boucher y Larry "Bone Collector" Williams.

## Producción
En mayo de 2020, Adam Sandler se unió al elenco de la película, con Jeremiah Zagar dirigiendo un guion de Taylor Materne y Will Fetters, con Netflix listo para distribuir. Sandler había visto el debut narrativo de Zagar en 2018, We the Animals, y le pidió que echara un vistazo al guion de Garra. Al principio, Zagar se mostró indeciso, antes de intrigarse con la idea de fotografiar baloncesto de forma cinematográfica y unirse al proyecto.
En septiembre de 2020, Queen Latifah anunció que se había unido al elenco de la película. En octubre de 2020, Robert Duvall, Ben Foster, Juancho Hernangómez, Jordan Hull, María Botto, Ainhoa Pillet, Kenny Smith y Kyle Lowry se unieron al elenco de la película.
La filmación comenzó en Filadelfia en octubre de 2020 y continuó en Coatesville Area High School en Pensilvania. Se han filmado varias escenas en España, en el centro de la ciudad de Filadelfia, incluidas Market Street, el mercado italiano, Manayunk y el sur de Filadelfia. Se realizó una filmación adicional en Camden, Nueva Jersey.

## Recepción
En el sitio web del agregador de reseñas Rotten Tomatoes, el 92% de las reseñas de 97 críticos son positivas, con una calificación promedio de 7/10. El consenso del sitio web dice: "Garra no tiene movimientos sofisticados, pero no los necesita: el encanto de hombre común de Adam Sandler hace que esta bandeja fácil sea divertida de ver". Metacritic, que utiliza un promedio ponderado, asignó a la película una puntuación de 69 sobre 100, según 36 críticos, lo que indica "críticas generalmente favorables".